# Langues marind
Les langues marind sont une famille de langues papoues parlées en dans le Sud de la Papouasie indonésienne et en Papouasie-Nouvelle-Guinée, dans la province ouest.

## Classification
Les langues marind sont rattachées à une famille de langues hypothétique, les langues trans-nouvelle-guinée. 

## Liste des langues
Selon Foley, les langues marind sont, :
- groupe des langues boazi
  - boazi
  - zimakani
- groupe des langues marind
  - bian
  - marind
- groupe des langues yaqay
  - yaqay
  - bipim (warkai)

## Sources
- (en) Foley, William A., The Papuan Languages of New Guinea, Cambridge Language Surveys, Cambridge, Cambridge University Press, 1986 (1999)  (ISBN 0-521-28621-2).